# Tertullianismo
Il Tertullianismo è un movimento religioso fondato intorno al 220 da Quinto Settimio Fiorente Tertulliano. La setta, i cui seguaci erano definiti tertullianisti (in latino tertullianistae), era ispirata ad una moralità ancor più rigorosa di quella predicata dal Montanismo, setta di cui aveva fatto parte lo stesso Tertulliano.
Di questa setta si ha notizia nel De haeresibus di Agostino d'Ippona.